# Picabaies pintat
El picabaies pintat (Rhamphocharis crassirostris) és una espècie d'ocell de la família dels melanocarítids (Melanocharitidae) i única espècie del gènere Rhamphocharis, si bé ha estat inclòs a Melanocharis. Habita la selva humida de les muntanyes de Nova Guinea.

## Subespècies
S'han descrit tres subespècies:
- R. c. crassirostris Salvadori, 1876. Des del nord-oest al centre de Nova Guinea.
- R. c. piperata (De Vis, 1898). Sud-est de Nova Guinea.
- R. c. viridescens Mayr, 1931. Est de Nova Guinea.

Alguns autors però, consideren que les dues darreres són espècies de ple dret, de la següent manera:
- Rhamphocharis crassirostris (sensu stricto) - picabaies pintat occidental.[4]
- Rhamphocharis piperata - picabaies pintat oriental.[5]